# Furcadesha walteri
Furcadesha walteri är en stekelart som beskrevs av Donald L.J. Quicke och Ingram 1993. Furcadesha walteri ingår i släktet Furcadesha och familjen bracksteklar. Inga underarter finns listade i Catalogue of Life.